# Sigleif Johansen
Arnt Sigleif Johansen (* 25. Oktober 1948 in Tana) ist ein ehemaliger norwegischer Biathlet. In der zweiten Hälfte der 1970er Jahre und zu Beginn der 1980er Jahre gehörte er dem Biathlon-Nationalkader Norwegens an.
Sigleif Johansen startete als Aktiver für Skjervøy IK. Er bestritt seine erste internationale Meisterschaft bei den Weltmeisterschaften 1975 in Antholz, wo er 22. des Sprints, 36. des Einzels sowie mit Kjell Hovda, Bjørn Sirijord und Tor Svendsberget Fünfter im Staffelrennen wurde. 1976 wurde er beim nichtolympischen Sprintrennen in Antholz 17., für die Olympischen Winterspiele in Innsbruck konnte er sich im starken norwegischen Team nicht qualifizieren. Seinen größten internationalen Erfolg erreichte Johansen bei den Weltmeisterschaften 1977 in Vingrom. Hinter Heikki Ikola und vor Alexander Tichonow konnte er die Silbermedaille im Einzel gewinnen. Mit Tor Svendsberget, Roar Nilsen und Svein Engen verpasste er als Viertplatzierter mit der Staffel eine weitere Medaille nur knapp, im Sprint belegte er den 13. Platz. 1978 gewann der Norweger in Hochfilzen erneut eine Weltmeisterschafts-Silbermedaille, dieses Mal mit Odd Lirhus, Roar Nilsen und Tor Svendsberget im Staffelrennen. Im Einzel kam er auf den 23. Platz und wurde Fünfter des Sprints. Auch bei der WM 1979 gewann Johansen mit Bronze hinter Klaus Siebert und Alexander Tichonow im Einzel eine Medaille und wurde 12. des Sprints und mit Odd Lirhus, Kjell Søbak und Roar Nilsen als Schlussläufer der Staffel Vierter. Höhepunkt der Karriere wurde die Teilnahme an den Olympischen Winterspielen 1980 in Lake Placid. Im Sprint wurde er 13., mit Svein Engen, Kjell Søbak und Odd Lirhus verpasste er, erneut als Schlussläufer eingesetzt, als Viertplatzierter erneut nur um einen Rang eine Medaille. Im Jahr nach den Spielen trat Johansen in Lahti letztmals bei Weltmeisterschaften an und wurde 14. des Einzels. Mit der Staffel, zu der nun neben Lirhus und Søbak Eirik Kvalfoss gehörte, verpasste er das dritte Jahr in Folge als Viertplatzierter nur knapp eine Medaille.
National gewann Johansen 1975 mit der Staffel der Region Numedal seinen ersten nationalen Titel. Den größten Erfolg erreichte er 1976, als er in Melhus alle drei Titel in Einzel, Sprint und Staffel gewinnen konnte. 1978 und 1981 gewann er nochmals die Titel in den Sprintrennen. Zudem gewann er weitere fünf Medaillen im Zeitraum zwischen 1974 und 1981.